# Scirpus
A Scirpus az egyszikűek (Liliopsida) osztályának perjevirágúak (Poales) rendjébe, ezen belül a palkafélék (Cyperaceae) családjába tartozó nemzetség.

## Előfordulásuk
A különböző Scirpus-fajok előfordulási területe magába foglalja Észak-Amerika legnagyobb részét, Közép-Amerika északi felét és Dél-Amerika hegyvidéki térségeit, valamint Venezuelát is. Az egész eurázsiai szuperkontinensen is megtalálhatók, kivéve a sivatagos területeket. Indiából hiányzanak, azonban számos indonéz szigeten jelen vannak. Egyes fajok Ausztrália keleti felén is őshonosak. Új-Zéland déli szigetére betelepítette az ember.

## Rendszerezés
A nemzetségbe az alábbi 47 faj és 2 hibrid tartozik:
- Scirpus ancistrochaetus Schuyler
- Scirpus angustisquamis Beetle
- Scirpus atrocinctus Fernald
- Scirpus atrovirens Willd.
- Scirpus × celakovskyanus Holub
- Scirpus chunianus Tang & F.T.Wang
- Scirpus colchicus Kimer.
- Scirpus congdonii Britton
- Scirpus cyperinus (L.) Kunth
- Scirpus dialgamensis Majeed Kak & Javeid
- Scirpus dichromenoides C.B.Clarke
- Scirpus diffusus Schuyler
- Scirpus divaricatus Elliott
- Scirpus expansus Fernald
- Scirpus filipes C.B.Clarke
- Scirpus flaccidifolius (Fernald) Schuyler
- Scirpus fragrans Ruiz & Pav.
- Scirpus fuirenoides Maxim.
- Scirpus georgianus R.M.Harper
- Scirpus hainanensis S.M.Huang
- Scirpus hattorianus Makino
- Scirpus huae T.Koyama
- Scirpus karuisawensis Makino
- Scirpus kimsonensis N.K.Khoi
- Scirpus kunkelii Barros
- Scirpus lineatus Michx.
- Scirpus longii Fernald
- Scirpus lushanensis Ohwi
- Scirpus maximowiczii C.B.Clarke
- Scirpus melanocaulos Phil.
- Scirpus microcarpus J.Presl & C.Presl
- Scirpus mitsukurianus Makino
- Scirpus molinianus Beetle
- Scirpus orientalis Ohwi
- Scirpus pallidus (Britton) Fernald
- Scirpus × peckii Britton
- Scirpus pedicellatus Fernald
- Scirpus pendulus Muhl.
- Scirpus petelotii Gross
- Scirpus polyphyllus Vahl
- Scirpus polystachyus F.Muell.
- gyökerező erdeikáka (Scirpus radicans) Schkuhr
- Scirpus reichei Boeckeler
- Scirpus rosthornii Diels
- Scirpus spegazzinianus Barros
- közönséges erdeikáka (Scirpus sylvaticus) L. - típusfaj
- Scirpus ternatanus Reinw. ex Miq.
- Scirpus trachycaulos Phil.
- Scirpus wichurae Boeckeler